# الدوري البحريني الممتاز 1992–93
الدوري البحريني الممتاز 1992-1993 هي النسخة السابعة والثلاثين من الدوري البحريني الممتاز.

## نظرة عامة
توج الرفاع الغربي باللقب.